# Диастема (растение)
Диастема (лат. Diastema) — род растений семейства Геснериевые (лат. Gesneriaceae) включающий в себя около 20 видов эпифитных корневищных трав.

## Этимология названия
Название рода переводится с греческого как (др.-греч. διαστημα) —— пространство, интервал, ссылаясь на отделённые (не сросшиеся) пыльники цветка.

## Ботаническое описание
Наземные, многолетние травы с чешуйчатыми запасающими корневищами. Растение компактное, низкорослое. Стебель короткий, неразветвленный, покрытый волосками или опушённый. Листья супротивные, обычно с длинными черешками, пластинка листа тонкая, края зубчатые или пильчатые, зелёные, пурпурно-зелёные, коричневые, часто опушённые. Соцветие терминальное, кистевидное. Чашелистики свободные, часто распростёртые. Венчик белый, красный, розовый иногда с фиолетовыми полосками или пятнами на долях, трубчатый или воронковидный слегка расширяющийся, доли венчика правильные или слегка зигоморфные. Тычинок 4, пыльники округлые. Завязь полунижняя, пестик тонкий с двойным рыльцем. Плод —— обратнояйцевидная двустворчатая коробочка.

## Ареал и климатические условия
Обитает в Боливии, Мексике, Венесуэле, от Анд до Эквадора и Перу. Растущих на влажных скалах вблизи рек, во влажных лесах на низких высотах.

## Использование в культуре
Редкое в комнатной культуре растение. Выращивают несколько видов — D. racemiferum, D. comiferum, D. vexans. С участием диастемы было создано несколько межвидовых гибридов с глоксинией и финеей.

## Агротехника
Посадка. Сажают в рыхлый, водо- и воздухопроницаемый субстрат, с добавлением торфа и песка; на дне горшка устраивают дренаж из слоя керамзита, черепков или кусочков сосновой коры.
Уход. Растение светолюбиво, но не выносит прямых солнечных лучей. Полив регулярный. Необходима повышенная влажность воздуха. Оптимальная температура 22-24°С. Регулярные подкормки комплексным удобрением: весной — 1 раза в 2 недели, летом и в начале осени — 1 раз в месяц. В конце осени растение постепенно перестают поливать и когда надземная часть усохнет, её отрезают и устанавливают горшок в прохладное место (17°С), не поливают. В феврале клубни пересаживают в свежий субстрат. Начинают поливать.
Размножение. Верхушечными черенками в конце весны, путём закоренения в легком субстрате; делением разросшегося растения; делением корневищ при пересадке ранней весной, до того как растение тронется в рост.

## Виды
Род включает 19 видов:
- Diastema affine Fritsch
- Diastema comiferum (DC.) Benth. ex Walp.
- Diastema eggersianum Fritsch
- Diastema gymnoleuca Gilli
- Diastema hispidum (DC.) Fritsch
- Diastema incisum Benth.
- Diastema kalbreyeri Fritsch
- Diastema latiflora Rusby
- Diastema maculatum (Poepp.) Benth. ex Walp.
- Diastema purpurascens Rusby
- Diastema racemiferum Benth. typus
- Diastema rupestre Brandegee
- Diastema scabrum (Poepp.) Benth. ex Walp.
- Diastema sodiroanum Fritsch
- Diastema tenerrimum (Poepp.) Benth. ex Walp.
- Diastema urticifolium (Poepp.) Benth. ex Walp.
- Diastema vexans H.E.Moore
- Diastema weberbaueri Fitsch
- Diastema williamsii Rusby